# Фиат 500 Електрик
„Фиат 500 Електрик“ (Fiat 500 Electric) е модел електрически миниавтомобили (сегмент A) на италианската марка „Фиат“, произвеждан от 2020 година в Торино.
Разработен е като електрически вариант на модела „Фиат 500“ и е продаван също под марките „Фиат Ню 500“ и „Фиат 500e“. Предлага се с два различни двигателя с предно положение и с купета хечбек 3 или 4 врати и кабриолет.